# Champeau (métro léger de Charleroi)
Pour les articles homonymes, voir Champeau.
La station Champeau est une des stations de la ligne M5 du métro léger de Charleroi. La station, aérienne, n'a jamais été terminée ni exploitée. Elle aurait pu desservir une zone d'habitations et un parc industriel.
Un nouveau projet a programmé l'ouverture du chantier de construction de la station aérienne en 2023 pour une mise en service prévue en 2027.

## Histoire
Programmée au début des années 1980, seul le stade génie civil est réalisé. Elle n'a donc jamais été exploitée comme la ligne M5 qui la dessert.

## Projets
Le chantier de sa construction est réouvert en 2023, pour une mise en service en 2027,.